# Isidoro del Carmen Mora Ortega
Isidoro del Carmen Mora Ortega (Matagalpa, 5 de marzo de 1970) es un sacerdote y obispo nicaragüense que actualmente se desempeña como  2° Obispo de Siuna.

## Biografía

### Primeros y formación
Nació en Matagalpa, el 5 de marzo de 1970. 
Realizó sus estudios de Filosofía, en el Seminario Mayor San Pedro de Granada. 
Realizó sus estudios de Teología, en el Seminario Nuestra Señora de Fátima en Managua.

### Sacerdote
Fue ordenado presbítero el 20 de septiembre de 2003 y ejerció en la diócesis de Matagalpa.
Como sacerdote desempeñó los siguientes ministerios:
- Vicario parroquial de San José en Matiguás y Nuestro señor de Esquipulas en Esquipulas (2003 - 2004).
- Administrador parroquial de San Isidro y San Dionisio en (2004 - 2006)
- Párroco de San Juan Bautista en Muymuy (2007 - 2008).
- Párroco de San Ramón Nonato en San Ramón (2009 - 2021).
- Vicario general de la diócesis de Matagalpa.

## Episcopado

### Obispo de Siuna

#### Nombramiento
El 8 de abril de 2021, el papa Francisco lo nombró 2° obispo de Siuna.

#### Ordenación Episcopal
Fue consagrado el 26 de junio del mismo año, en la Catedral de Siuna, manos del Arzobispo de Managua, Leopoldo Brenes. 
Sus co-consagradores fueron el Obispo emérito de Bluefields, Pablo Schmitz, y el obispo de Matagalpa, Rolando José Álvarez.

## Detención
En la noche del miércoles 20 de diciembre del 2023, fue detenido por el gobierno de Nicaragua encabezado por el dictador Daniel Ortega, un día después de participar en una misa que celebraba el 99° aniversario de la diócesis de Matagalpa, cuyo titular, Rolando Álvarez, permanece arrestado tras haberse negado a salir del país en febrero pasado, el cual le convirtió en el segundo jerarca en ser apresado.

## Exilio
El obispo nicaragüense Isidoro del Carmen Mora Ortega fue forzado al Exilio junto con el obispo Rolando Álvarez y otros 18 religiosos.